# 306
306 (CCCVI) fue un año común comenzado en martes del calendario juliano, en vigor en aquella fecha.
En el Imperio romano, el año fue nombrado como el del consulado de Constancio y Valerio, o menos comúnmente, como el 1059 Ab Urbe condita, adquiriendo su denominación como 306 a principios de la Edad Media, al establecerse el anno Domini.

## Acontecimientos

### Por lugar

#### Imperio romano
- 25 de julio: El Augusto de Occidente Constancio muere en York; su hijo Constantino es proclamaro emperador por sus tropas.
- 28 de octubre: Majencio, hijo del anterior emperador Maximiano, es proclamado emperador.
- Flavio Valerio Severo es proclamado Augusto.
- Los francos cruzan el Rin, pero Constantino I los rechaza.

#### Asia
- Acaba la Guerra de los ocho príncipes en China.

### Por tema

#### Arte
- Se inicia la construcción de la Basílica de Majencio.

#### Religión
- El Concilio de Elvira declara que matar a través de un conjuro es un pecado y la obra del demonio.
- San Metrofanes se convierte en obispo de Bizancio.
- El cristianismo se establece en Britania. Los obispos britanos participan en los concilios de Arlés (314), Nicea (325) y Armino (349).

## Fallecimientos
- 3 de enero (del 303 al 310): Clemente de Ankara, obispo y mártir cristiano turco (n. 250).
- 25 de julio: Constancio Cloro, emperador romano.
- 5 de noviembre (del 303 al 310): Agatángelo, exmilitar romano y mártir cristiano turco (n. 253).